# Meänkieli
Meänkieli (doslova „náš jazyk“) neboli tornedalská finština (švédsky tornedalsfinska) je ugrofinský jazyk, kterým se hovoří v nejsevernější oblasti Švédska v kraji Norrbotten, podél údolí řeky Torne (finsky Tornionjoki, v meänkieli Tornionväylä), tzv. Tornském údolí (Tornedalen). Jedná se o 5 obcí (Haparanda, Övertorneå, Pajala, Kiruna a Gällivare).
Jeho status jako nezávislého jazyka je sporný, ale ve Švédsku je od roku 2000 uznáván jako jeden z pěti menšinových jazyků země. Meänkieli je příbuzný s finštinou, na meänkieli lze nahlížet i jako na dialekt finštiny. Meänkieli se považuje za svébytný jazyk kvůli politickým a sociolingvistickým kritériím, nikoli na základě kritérií čistě lingvistických - obdobně například jako v případě srbštiny a chorvatštiny.
Počet mluvčích v těchto obcích se odhaduje na 25 000–40 000, v celém Norrbottenu je to celkem asi 75 000 lidí. Největší podíl mluvčích je v Pajale. Jazykem hovoří rovněž asi 30 000 obyvatel Finska.
Jazyk je ve Švédsku chráněn podle Evropské charty jazyků jako regionální menšinový jazyk v uvedených obcích.
Během druhé poloviny 80. let se termín meänkieli začal ve Švédsku používat ve formálnějších kontextech. Ve Finsku se používá jak „meänkieli“, tak „torniojokilaakson suomi“ (tornedalská finština), což je také jedno ze třech nářečí.
Meänkieli se dá rozdělit do třech nářečí torniolaaksonsuomi (obce Haparanda, Övertorneå a Pajala), jellivaaransuomi (obec Gällivare – která ovšem z geografického hlediska už nespadá do údolí Tornio) a jukkasjärvensuomi nebo vittankinsuomi (obec Kiruna). 

## Historie
Před rokem 1809 bylo Finsko součástí Švédského království. 29. března v Porvoo byl ustanoven Finský sněm. Později, 17. září, Švédsko prohrálo válku a byla uzavřena Fredrikshamnská dohoda, poté Finsko se stalo součástí Ruského carství. Hranice byly stanoveny podél řeky Torne, ale část finsky mluvících zůstala za hranicemi Švédska. Jazyk těchto obyvatel se vyvíjel odlišně od finštiny na finské strany hranice a postupně přejímal slova ze sámštiny a ze švédštiny i gramatiku.
V roce 1888 Švédsko rozhodlo, že všichni občané země by měli mluvit švédsky a švédština se stala jediným vyučovaným jazykem na státních základních školách. děti měly pod trestem fyzického trestu zakázáno mluvit ve škole vlastním jazykem i během přestávek. Rodilým finským mluvčím úřady bránily učit se standardní finštinu jako školní předmět po celá desetiletí, což vedlo k přežití jazyka pouze v ústní formě. Neexistovalo však žádné nařízení zakazující používání finštiny.
Částečným důvodem zavedení švédštiny jako jediného jazyka byla armáda; lidem v blízkosti hranic, kteří mluví spíše jazykem sousední země než hlavním jazykem své země, se v případě války nemuselo věřit. Dalším důvodem bylo, že Finové byli považováni za příslušníky jiné „rasy“. Názor na toto období, jak se odráží v dobové beletrii, byl takový, že Sámové a finští obyvatelé patřili „blíže k Rusku než ke Skandinávii“.
Mnoho neetnických Švédů, kteří uměli mluvit jiným jazykem než švédštinou, získalo čtenářské dovednosti ve švédštině, ale nedokázalo číst a psát ve svém vlastním jazyce. Řada učitelů, kteří věřili, že švédština se naučí lépe, když se čtenářské kompetence rozvinou nejprve v mateřštině, sepsala v roce 1928 petici, ale její argumenty neobstály proti velké části společnosti a předkladatelé petice také neměli silnou podporu mezi samotnými Tornedalany. Petice však přispěla k pozdějšímu obrácení politiky.
V 70. letech 20. století začalo růst lidové hnutí, které se snažilo prosadit meänkieli do novin, místních divadel, literatury a podobně. Důležitými průkopníky byli spisovatel Bengt Pohjanen a lektor Matti Kenttä.

## Jazykové rysy
V meänkieli se zachovalo mnoho slov, která se již neobjevují ve finštině. Rozdíly mezi meänkieli a finštinou lze nalézt nejen ve slovní zásobě, ale také ve fonologii, morfologii, syntaxi a lexiku.

### Morfologie a fonologie
Zatímco standardní finština se dostávala do finských dialektů, meänkieli si zachoval rysy, které se dříve vyskytovaly v dialektech severní, západní a východní finštiny, a získal určité vlivy ze švédštiny, zejména fonologii, syntax, a některé morfologické rysy.
Typově je meänkieli stejně jako finština aglutinační jazyk. Meänkieli má však více analytických rysů než standardní finština např. „na stole“ v meänkieli je pöyän päälä, zatímco ve standardní finštině je to pöydällä.
Příkladem je přivlastňovací koncovka pro druhou osobu jednotného čísla, což je ve standardní finštině -si, v meänkieli to je přivlastňovací koncovka -sti.
Obecný rys západní finštiny, který také zůstal v meänkieli, je gemináta -tt-, jíž ve standardní finštině odpovídá shluk -ts-, např. metsä – mettä, Ruotsi – Ruotti.
Meänkieli je jazyk s vokalickou harmonií palatální - stejně jako samotná finština.

## Gramatika

### Podstatná jména
Množné číslo v nominativu se tvoří pomocí koncovky -t.
Meänkieli užívá 12 pádů. Systém pádů se až na pár výjimek podobá finskému.
| Pád        | přípona      | příklad užití | příklad | překlad příkladu           |
| ---------- | ------------ | ------------- | ------- | -------------------------- |
| nominativ  |              | -             | talo    | dům                        |
| genitiv    | -n           | (koho, čeho)  | talon   | domu                       |
| essiv      | -na / -nä    | jako          | talona  | jako dům                   |
| partitiv   | -(t)a / -tta | -             | taloa   | dům (jako neurčitý objekt) |
| translativ | -ksi         | do            | taloksi | do domu                    |
| inessiv    | -ssa / -ssä  | v             | talossa | v domě                     |
| elativ     | -sta / -stä  | z             | talosta | z domu                     |
| illativ    | -hVVn        | do            | taloon  | do domu                    |
| adessiv    | -la / -lä    | na, u, při    | talolla | na domě                    |
| ablativ    | -lta / -ltä  | z             | talolta | z domu                     |
| allativ    | -le          | do, na        | talolle | na dům                     |
| abessiv    | -tta / -ttä  | bez           | talotta | bez domu                   |

### Zájmena
V meänkieli stejně jako ve finštině, se nerozlišují rody. Nejde tedy poznat, zda mluvčím či pisatelem je muž či žena. Osobní zájmeno ve třetí osobě hä(ä)n je společné pro „on“, „ona“ i „ono“. Pro neživé předměty se používá zájmeno se.
| mie    | já             |
| sie    | ty             |
| hä(ä)n | on, ona, ono   |
| se     | to (neživotné) |
| met    | my             |
| tet    | vy             |
| het    | oni            |

### Slovesa
Sloveso "být"
| Standardní meänkieli | Hovorově | Čeština   |
| mie olen             | molen    | já jsem   |
| sie olet             | solet    | ty jsi    |
| hä(ä)n o(o)n         | son      | ona/on je |
| met olema            | molema   | my jsme   |
| tet oletta           | toletta  | vy jste   |
| het o(o)n            | non      | oni jsou  |

### Posesivní konstrukce
Stejně jako ve finštině v meänkieli není transitivní sloveso „mít“. Indoevropské habitativní větě odpovídá konstrukce s místním příslovečným určením ("u mě" etc.) pro vyjádření vlastníka, sponovým slovesem a vlastněnou entitou jako subjektem věty.
| minula oon    | mám           |
| sinula oon    | máš           |
| hä(ä)nelä oon | on/ona/ono má |
| meilä oon     | máme          |
| teilä oon     | máte          |
| heilä oon     | mají          |

### Ano-ne otázka
V meänkieli se pro tvorbu otázek zjišťovacích používá interogativní klitika -kos / -kös, která se přikládá k fokalizovaným větným členům, tedy ke slovům na začátku věty.
Příklad:
Hunteeraatkos sie sitä? - Myslíš na to?

## Příklady
| Meänkieli      | Finština  | Švédština   | Čeština    |
| -------------- | --------- | ----------- | ---------- |
| hei            | hei       | hei         | ahoj       |
| kiitos         | kiitos    | tack        | děkuji     |
| färi           | väri      | färg        | barva      |
| joki           | joki      | å           | řeka       |
| äpyli          | omena     | äpple       | jablko     |
| potati         | peruna    | potatis     | brambora   |
| yniversiteetti | yliopisto | universitet | univerzita |
| beispallo      | pesäpallo | baseboll    | baseball   |
| praatata       | puhua     | prata       | mluvit     |
| rakastaa       | rakastaa  | älska       | milovat    |

### Číslovky
| Meänkieli | Česky |
| yks       | jeden |
| kaks      | dva   |
| kolme     | tři   |
| neljä     | čtyři |
| viis      | pět   |
| kuus      | šest  |
| seittemän | sedm  |
| kaheksan  | osm   |
| yheksän   | devět |
| kymmenen  | deset |

## Vzorový text
| Meänkieli                                   |  | Finština (spisovná)                            |  | Čeština                                      |
| ------------------------------------------- |  | ---------------------------------------------- |  | -------------------------------------------- |
| Ruotti oon demokratia. Sana demokratia      |  | Ruotsi on demokratia. Sana demokratia          |  | Švédsko je demokracie. Slovo demokracie      |
| tarkottaa kansanvaltaa. Se merkittee        |  | tarkoittaa kansanvaltaa. Se merkitsee,         |  | znamená vládu lidu. To znamená,              |
| ette ihmiset Ruottissa saavat olla matkassa |  | että ihmiset Ruotsissa saavat olla mukana      |  | že lidé ve Švédsku se mohou podílet          |
| päättämässä miten Ruottia pittää johtaa.    |  | päättämässä, miten Ruotsia pitää johtaa.       |  | na rozhodování, jak by se Švédsko mělo vést. |
| Meän perustuslaissa sanothaan ette kaikki   |  | Meidän perustuslaissamme sanotaan, että kaikki |  | V naší ústavě se říká, že každá              |
| valta Ruottissa lähtee ihmisistä ja ette    |  | valta Ruotsissa lähtee ihmisistä, ja että      |  | moc ve Švédsku pochází od lidu a že          |
| valtiopäivät oon kansan tärkein eustaja.    |  | valtiopäivät on kansan tärkein edustaja.       |  | parlament je jeho hlavní představitel.       |
| Joka neljäs vuosi kansa valittee kukka      |  | Joka neljäs vuosi kansa valitsee, ketkä        |  | Každé čtyři roky si národ volí ty, kteří     |
| heitä eustavat valtiopäivilä, maakäräjillä  |  | heitä edustavat valtiopäivillä, maakäräjillä   |  | je budou zastupovat v parlamentu, krajích    |
| ja kunnissa.                                |  | ja kunnissa.                                   |  | a obcích.                                    |